# كاتسوغي فوكودا
كاتسوغي فوكودا (باليابانية: 福田勝治؛ بالكانا: ふくだ かつじ) هو مصور ياباني، ولد في 11 يناير 1899 في ياماغوتشي في اليابان، وتوفي في 26 ديسمبر 1991.